# Earl Howe

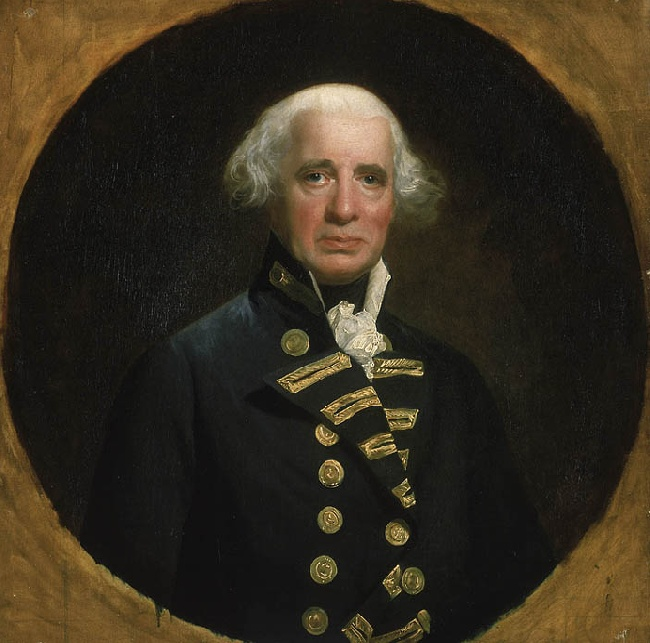
Richard Howe, 1. Earl Howe

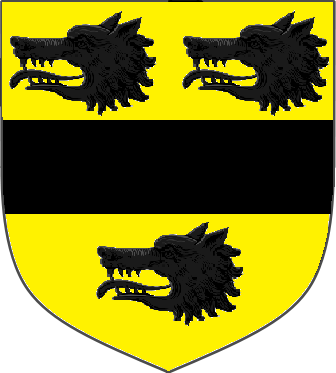
Wappen des Earls Howe (erster Verleihung)

Wappen der Earls of Howe (zweiter Verleihung)

Earl Howe ist ein erblicher britischer Adelstitel, der je einmal in der Peerage of Great Britain und in der Peerage of the United Kingdom verliehen wurde.
Familiensitz der Earls ist Penn House in Penn, Buckinghamshire.

## Verleihungen

### Erste Verleihung (1788)
Der Titel wurde erstmals am 19. August 1788 in der Peerage of Great Britain dem berühmten Admiral Richard Howe, 4. Viscount Howe verliehen.
Zusammen mit der Earlswürde wurde ihm der nachgeordnete Titel Baron Howe, of Langar in the County of Nottingham, verliehen und zwar mit dem besonderen Zusatz, dass diese Baronie in Ermangelung männlicher Nachkommen auch an seine Töchter und deren männliche Nachkommen vererbbar sei. Richard Howe war bereits am 20. April 1782 in der Peerage of Great Britain der Titel Viscount Howe, of Langar in the County of Nottingham, verliehen worden. Zudem hatte er bereits 1758 von seinem Bruder die Titel 4. Viscount Howe und 4. Baron Glenawley geerbt, die am 16. Mai 1701 in der Peerage of Ireland seinem Großvater Scrope Howe verliehen worden waren.
Bei seinem Tod, 1799, erlosch die Earlswürde, weil er keinen männlichen Abkömmling hatte, die irischen Titel fielen an seinen jüngeren Bruder William Howe und der Titel Baron Howe gemäß dem besonderen Zusatz an seine älteste Tochter als 2. Baroness.

### Zweite Verleihung (1821)
Für den Sohn der oben genannten 2. Baroness, Richard Curzon-Howe, der spätere 3. Baron, wurde am 15. Juli 1821 in der Peerage of the United Kingdom der Earlstitel neu geschaffen. 1820 hatte er bereits von seinem Großvater väterlicherseits, Assheton Curzon, 1. Viscount Curzon (1730–1820), die Titel 2. Viscount Curzon, of Penn in the County of Buckingham, und 2. Baron Curzon, of Penn in the County of Buckingham, geerbt, die diesem am 27. Februar 1802 in der Peerage of the United Kingdom und am 13. August 1794 in der Peerage of Great Britain verliehen worden waren.
Der älteste Sohn des jeweiligen Earls führt als Titelerbe (Heir apparent) den Höflichkeitstitel Viscount Curzon.

## Liste der Earls, Viscounts und Barone Howe

### Viscounts Howe (1701)
- Scrope Howe, 1. Viscount Howe (1648–1713)
- Emanuel Scrope Howe, 2. Viscount Howe (um 1700–1735)
- George Howe, 3. Viscount Howe (um 1725–1758)
- Richard Howe, 4. Viscount Howe (1726–1799), (1788 zum Earl Howe und Baron Howe erhoben)
- William Howe, 5. Viscount Howe (1729–1814)

### Earls Howe, erste Verleihung (1788)
- Richard Howe, 1. Earl Howe (1726–1799)

### Barone Howe (1788)
- Richard Howe, 1. Earl Howe, 1. Baron Howe (1726–1799)
- Sophia Charlotte Curzon, 2. Baroness Howe (1762–1835)
- Richard William Curzon-Howe, 3. Baron Howe (1796–1870), (wurde 1821 zum Earl Howe erhoben)

### Earls Howe, zweite Verleihung (1821)
- Richard William Curzon-Howe, 1. Earl Howe (1796–1870)
- George Augustus Frederick Louis Curzon-Howe, 2. Earl Howe (1821–1876)
- Richard William Penn Curzon-Howe, 3. Earl Howe (1822–1900)
- Richard George Penn Curzon, 4. Earl Howe (1861–1929)
- Francis Richard Henry Penn Curzon, 5. Earl Howe (1884–1964)
- Edward Richard Assheton Curzon, 6. Earl Howe (1908–1984)
- Frederick Richard Penn Curzon, 7. Earl Howe (* 1951)

Titelerbe ist der Sohn des jetzigen Earls, Thomas Edward Penn Curzon-Howe, Viscount Curzon (* 1994).